# Большая Вязовка (река, впадает в Силач)
Большая Вязовка — река в России, протекает по Челябинской области. В верховьях называется Вязовка. Устье реки находится в озере Силач, которое через озёра Сунгуль, Киреты и Большие Касли связано с озером Иртяш — истоком Течи. Длина реки составляет 27 км.

## Данные водного реестра
По данным государственного водного реестра России относится к Иртышскому бассейновому округу, водохозяйственный участок реки — Теча, речной подбассейн реки — Тобол. Речной бассейн реки — Иртыш.
Код объекта в государственном водном реестре — 14010500712111200003146.